# Martin Mijwaart

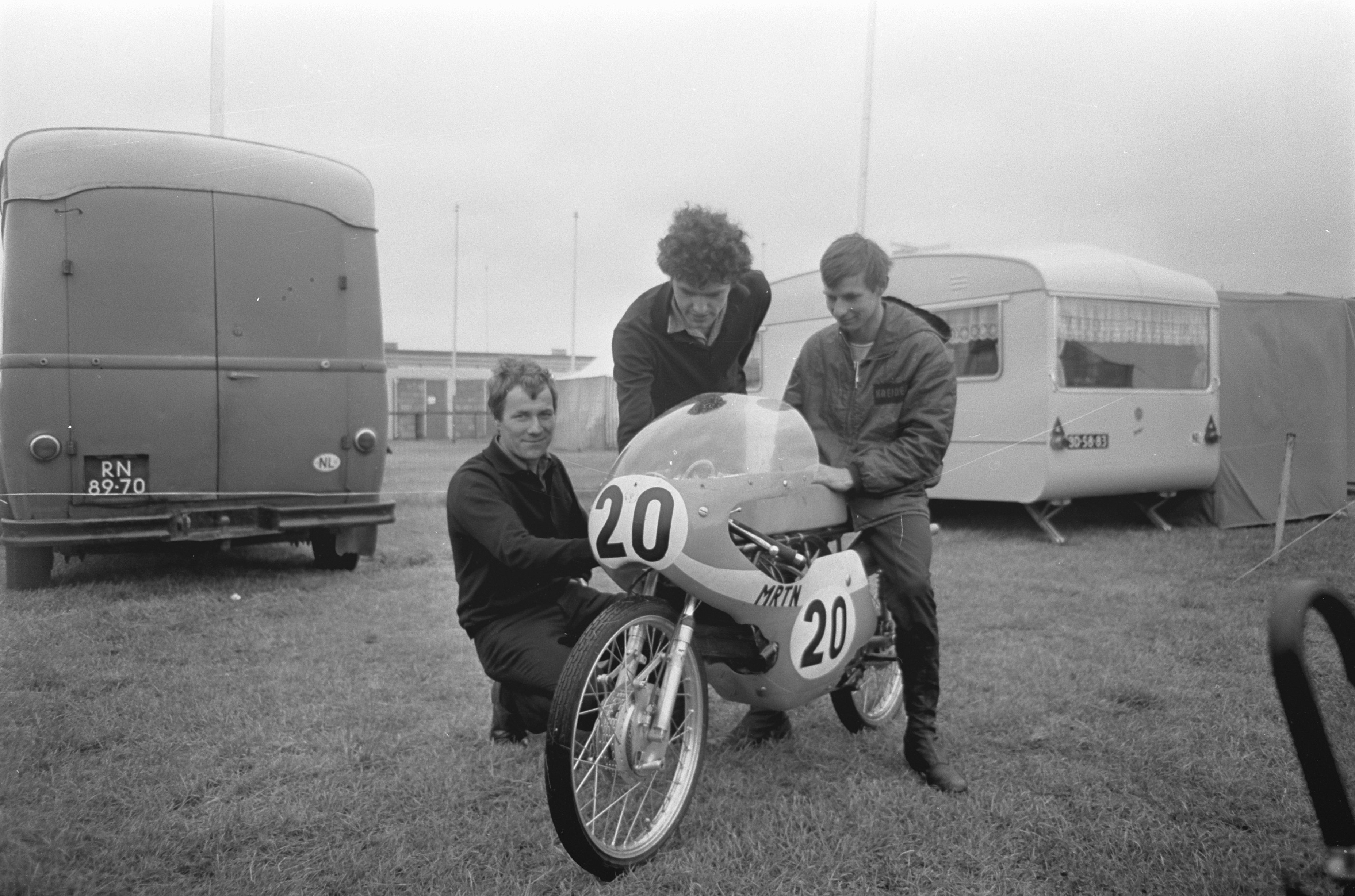
Van links naar rechts Martin Mijwaart, Paul Lodewijkx en Aalt Toersen zittend op een Jamathi-racer tijdens de TT van Assen in 1968.

Martin Mijwaart ( 2 juli 1941-1988) was een Nederlandse motorcoureur en constructeur.
Mijwaart was als coureur vanaf de begin jaren 1960 actief. In 1962 volgde een samenwerking met Jan Thiel en samen zouden ze tot circa 1982 onder meer 50cc-racemachines bouwen. In 1965 richtten de twee het Nederlandse raceteam Jamathi op. Mijwaart was daarin actief als motorcoureur en als constructeur van racemachines in de klasse 50cc en bromfietsen. Met de Jamathi-racers werden onder meer negen grand-prixoverwinningen behaald. 
In 1974 werd Jamathi opgeheven, waarop Mijwaart en Thiel als constructeur werkten voor de bouw van racemotoren in Italië en Spanje bij Piovaticci, Bultaco en Minarelli. Hierin werden diverse wereldtitels behaald. Rond 1982 is Mijwaart naar Nederland teruggekeerd.